# Kertasari (Kalibening)
Kertasari is een bestuurslaag in het regentschap Banjarnegara van de provincie Midden-Java, Indonesië. Kertasari telt 1960 inwoners (volkstelling 2010).